# Lantiq
Die Lantiq Beteiligungs-GmbH & Co. KG war eine Beteiligungsgesellschaft, deren Tochtergesellschaften als weltweit agierende Fabless-Unternehmen fungierten. Das Unternehmen ging 2009 aus dem Verkauf der „Wireline Communications Division“ der Infineon Technologies AG hervor.
Hauptinvestor des Unternehmens war die US-amerikanische Private-Equity-Gesellschaft „Golden Gate Capital“. Auch T-Venture, ein Risikokapital-Unternehmen der Deutschen Telekom, hat eine Investition in Lantiq getätigt.
Am 2. Februar 2015 wurde eine Vereinbarung zum Kauf durch die Intel Corporation bekannt gegeben. Die Übernahme wurde im April 2015 abgeschlossen. Neue Produkte auf Basis von Lantiq-Technologie wie der Intel Anywan GRX550 - Chip wurden ohne Verwendung des Namens Lantiq eingeführt.
Intel hat den Geschäftsbereich im April 2020 an den kalifornischen Netzwerkausrüster MaxLinear weiterverkauft.

## Produkte
Das Unternehmen bietet Produkte für Netzwerke und digitale Heimnetzwerke. Lantiq hat – einschließlich seiner Vorgänger – mehr als zwanzig Jahre Industrieerfahrung. Das Unternehmen lieferte 2009 mehr als 200 Millionen digitale und Mixed-Signal-ICs aus.
Die System-on-a-Chip (SoC)-Lösungen von Lantiq beinhalten xDSL-Varianten, VoIP, WLAN, Gigabit-Ethernet oder GPON. U. a. sind SoC-Lösungen von Lantiq in verschiedenen Fritz!Box-Modellen des Herstellers AVM verbaut.
Lantiq ist laut den Marktforschungsunternehmen iSuppli und Linley Group weltweit führend bei ICs im Bereich Netzwerk-Access.

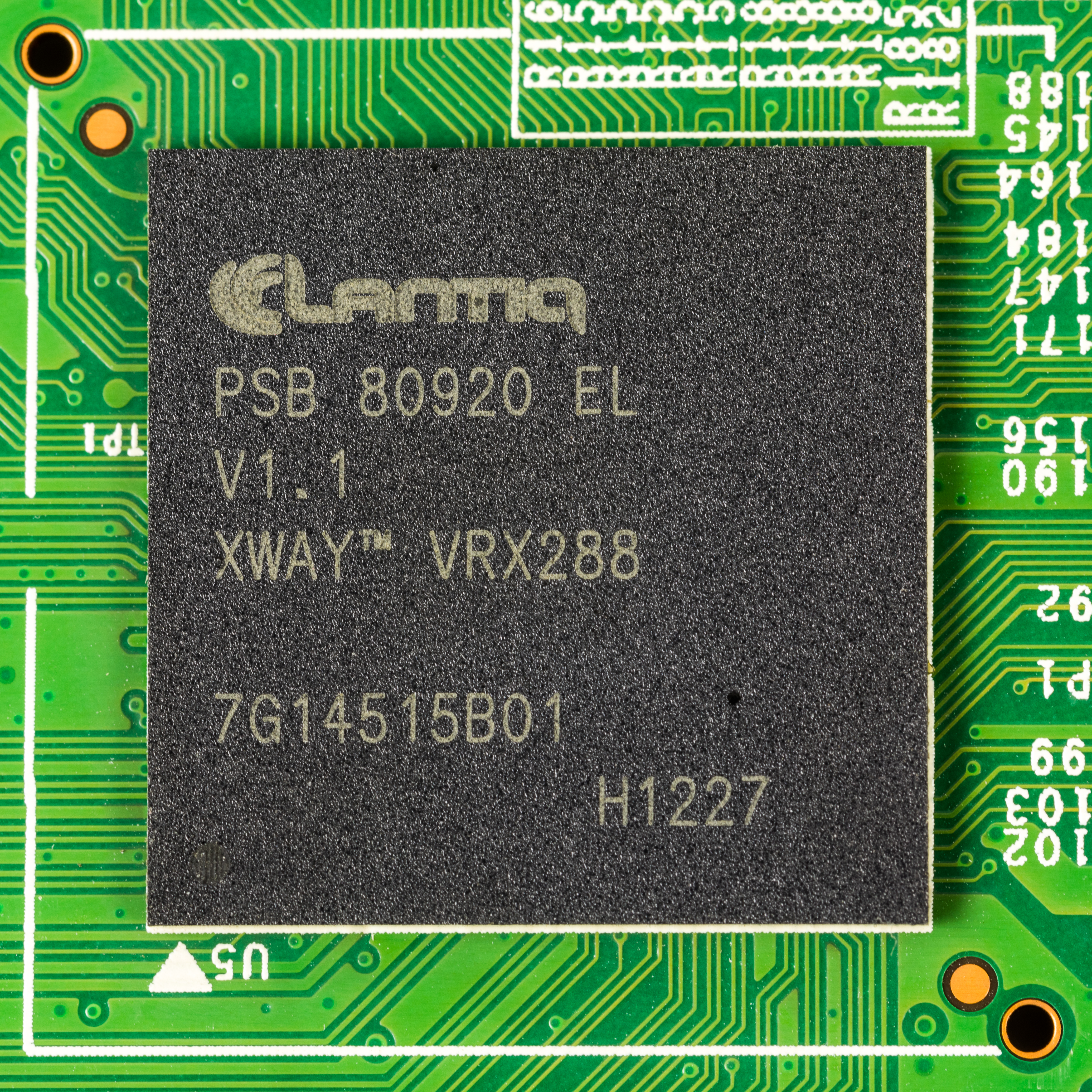
Lantiq XWAY VRX288 V1.1

## Standorte
Die Unternehmensleitung und zentralen Funktionen von Lantiq sind in Neubiberg bei München angesiedelt. Lantiq unterhält etwa zwanzig Niederlassungen weltweit:
- In Europa: Villach, Riga, Luxemburg, Paris, Kista, London
- Im Nahen Osten: Raʿanana.
- In Nordamerika: Bedford, Massachusetts und Milpitas, Kalifornien.
- Im Asien-Pazifik-Raum: Seoul, Tokio, Shanghai, Shenzhen, Hsinchu, Taipeh, Singapur und Bangalore.